# Kathedrale von Mendoza

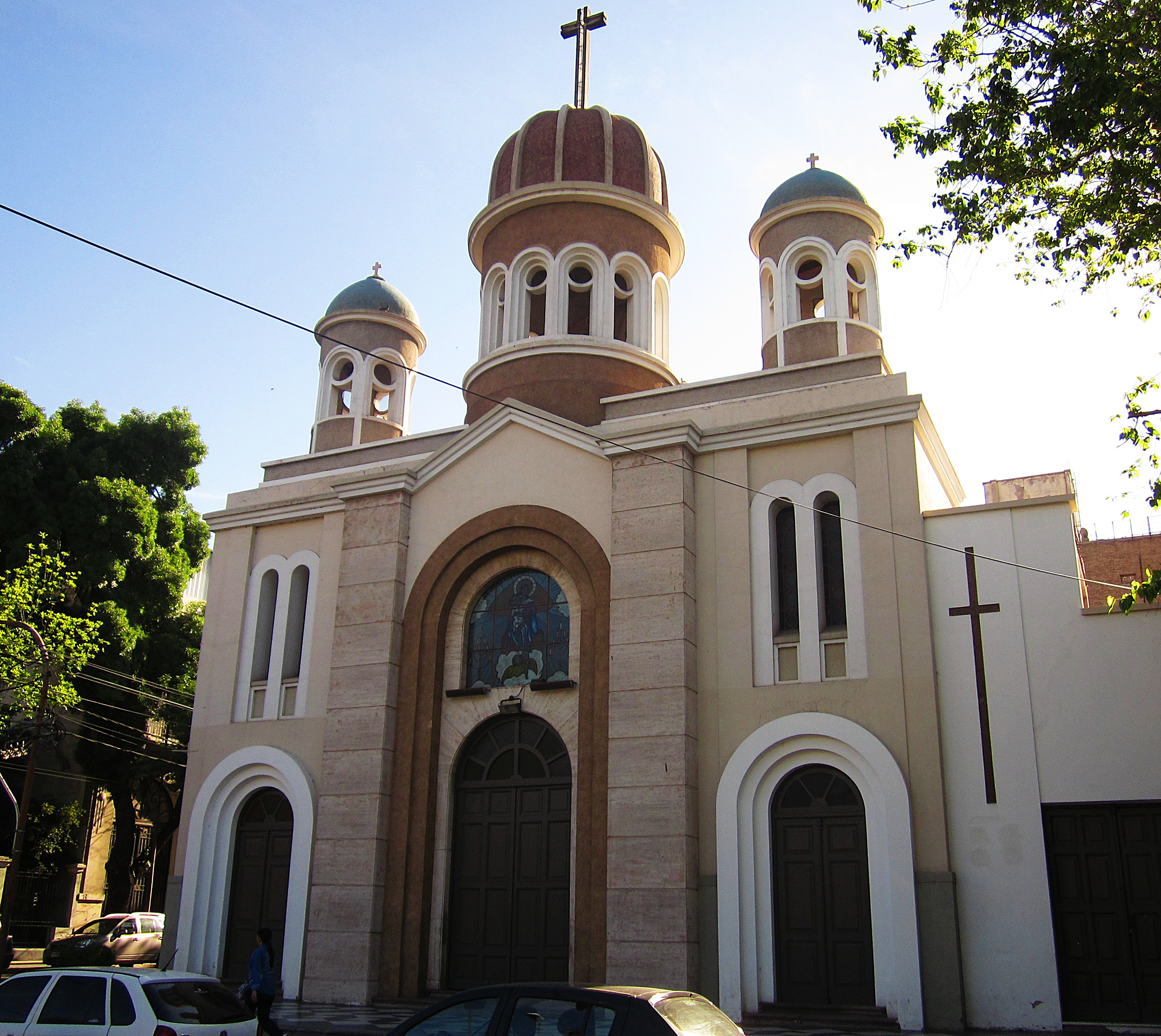
Kathedrale von Mendoza

Die römisch-katholische Kathedrale von Mendoza in der westargentinischen Stadt Mendoza ist die Bischofskirche des Erzbistums Mendoza.

## Lage
Die etwa 150.000 Einwohner zählende Großstadt Mendoza liegt in der Provinz Mendoza etwa 1050 km (Fahrtstrecke) westlich von Buenos Aires nahe der Grenze zu Chile in einer Höhe von ca. 825 m. Die Kathedrale befindet sich im Zentrum der Stadt gegenüber der Plaza Sarmiento.

## Geschichte
Ein Vorgängerbau der Loretokirche fiel im Jahr 1861 einem Erdbeben zum Opfer. Der Neubau einer einfachen Saalkirche wurde im Jahr 1975 vollendet. Die Fassade wurde nach der Erhebung der Stadt Mendoza zum Bistum durch Papst Pius XI. im Jahr 1934 erneuert. Eine neue größere Kathedrale ist in Planung.

## Architektur
Die drei Portale der Kirchenfassade sind nach einem Triumphbogenschema angeordnet. Drei laternenartige überkuppelte Pavillons bilden den oberen Abschluss. Das Langhaus der Kirche wird durch zwei Säulenreihen mit aufruhenden Architraven in drei Schiffe unterteilt; ein Querschiff fehlt ebenso wie eine Vierungskuppel. Das bemalte Gewölbe des Mittelschiffs ist nur geringfügig höher als die Flachdecken der Seitenschiffe.